# Thomas Keinath
Thomas Keinath est un joueur de tennis de table originaire de Slovaquie né le 31 août 1977, ayant la double nationalité allemande et slovaque.
Il est 88e joueur mondial au classement ITTF en 2010, son meilleur classement étant 60e en 2018. 
En 2000, il a remporté l'Open de Finlande ITTF et a été médaille de bronze aux championnats d'Europe en double. Il a été champion de Slovaquie en 2007. 
Il évolue actuellement en Championnat de France Pro A de tennis de table dans le club d'Angers Vaillante TT.